# San Ignacio/Santa Elena

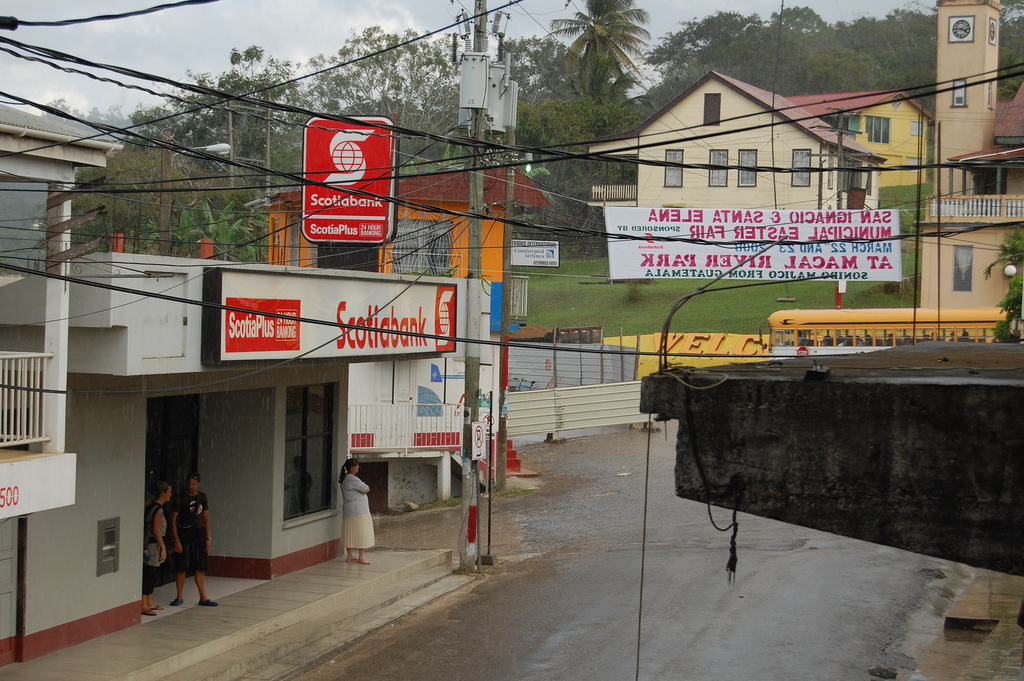
Vista de parte da cidade em San Ignacio

San Ignacio/Santa Elena é a capital do distrito de Cayo, Belize. No último censo realizado em 2000, sua população era de 13.260 habitantes. Em meados de 2005, a população estimada da cidade era de 16.800 habitantes.